# Озёрки (Рассказовский район)
Озёрки — упразднённая в мае 1978 года деревня в Рассказовском районе Тамбовской области. Являлась административным центром Озёрского сельсовета.

## География
Озёрки находились в центральной части региона, в лесостепной зоне, в пределах Тамбовской равнины, на берегах реки Нару-Тамбов.

## Климат
Климат характеризуется как умеренно континентальный, с относительно жарким летом и холодной продолжительной зимой. Среднегодовая температура воздуха — 5,4 °С. Средняя температура воздуха самого тёплого месяца (июля) — 19,9 °C (абсолютный максимум — 38,4 °С); самого холодного (января) — −10 °C (абсолютный минимум — −36,9 °С). Безморозный период длится 145—155 дней. Длительность вегетационного периода составляет 180—185 дней Среднегодовое количество атмосферных осадков составляет 525 мм, из которых 342 мм выпадает в период с апреля по октябрь. Снежный покров образуется в последней декаде ноября — начале декабря и держится в течение 125—130 дней.

## Топоним
Известна также как Казачка.

## История
До основания деревни это были выселки-хутора Нижнеспасской волости на рубеже конца XVIII— начала XIX веков. Основное занятие тех хуторов было земледелие. После национализации церковных земель крестьяне стали государственными, что поспособствовало их быстрому расселению по территории и основанию деревни. Подобно заселялось и Ворожейкино.
Упоминается в епархиальных сведениях 1911 года по церковному приходу села Богословка.
Решением исполкома областного Совета от 30 мая 1978 года № 235 исключена из перечня населенных пунктов области.

## Население
К 1911 году в 72 дворах мужчин — 269, женщин — 278.
В 1926 году деревня насчитывала 164 домохозяйства с 837 жителями.
В 1932 году — 951 житель.